# Oxyanthus formosus
Oxyanthus formosus är en måreväxtart som beskrevs av Joseph Dalton Hooker. Oxyanthus formosus ingår i släktet Oxyanthus och familjen måreväxter. Inga underarter finns listade i Catalogue of Life.